# Intuition
Intuition (von mittellateinisch intuitio „unmittelbare Anschauung“, zu lateinisch intueri „genau hinsehen, anschauen“) ist die Fähigkeit,  Sachverhalte, Sichtweisen, Gesetzmäßigkeiten oder die subjektive Stimmigkeit von Entscheidungen spontan zu erkennen, ohne bewusste Schlussfolgerungen, ohne diskursiven Gebrauch des Verstandes: Intuition ist eine kreative Leistung des Bewusstseins. Der die Entwicklung begleitende Intellekt führt nur noch aus oder prüft bewusst die Ergebnisse, die aus dem Unbewussten kommen. Kritisch ist hierbei zu sehen, dass bei positiver Wirkung einer – zunächst nicht begründbaren – Entscheidung gerne von Intuition gesprochen wird, während man im Falle des Scheiterns schlicht „einen Fehler gemacht“ hat, wobei es gerade keinen Mechanismus gibt zu prüfen, welche mentalen Vorgänge zur jeweiligen Entscheidung führten.
Einige Wissenschaftler vermuten, dass dem Informationsaustausch zwischen dem enterischen Nervensystem und dem Gehirn auch eine Rolle bei den intuitiven Entscheidungen („Bauchentscheidungen“) zukommt.

## Allgemeine Aspekte
Als allgemeine Aspekte der Intuition werden (aus unterschiedlichen, voneinander abweichenden oder gar einander widersprechenden Positionen heraus) folgende angesehen:
- Eine Begabung, auf Anhieb eine gute Entscheidung zu treffen, ohne die zugrunde liegenden Zusammenhänge explizit zu verstehen. Umgangssprachlich „aus dem Bauch“ („Bauchgefühl“), spontan, oft auch wenn bestimmte Gründe vorliegen, die eine andere Entscheidung nahelegen.

- Die schnelle eingebungsmäßige Einsicht in Zusammenhänge und ihre Erkenntnis ohne bewusste rationale Ableitung oder Schlüsse sowie auch das Entstehen neuer Erfindungen und Ideen.[3] „Der Zufall trifft nur einen vorbereiteten Geist“, sagte Louis Pasteur. Ein Beispiel wäre der im Traum entdeckte Benzolring (wie von Friedrich August Kekulé von Stradonitz berichtet). Ein verwandter Begriff ist Serendipität.

- Die Fähigkeit, Eigenschaften und Emotionen in Sekundenbruchteilen unbewusst oder bewusst komplex und instinkthaft zu erfassen. Entwicklungsgeschichtlich eine Einstellung, die der Unterscheidung von Freund und Feind dienen muss (evtl. Kampf- oder Fluchtreaktion). Heutzutage eine trainierbare Wahrnehmungsform, deren Problemfelder in der Differenzierung gegenüber Projektionen und Vorurteilen sowie in der Bewusstmachung liegen.

- Die unbewussten Gründe für eine bestimmte Entscheidung.

- Das Einfühlungsvermögen in intrapsychische Sachverhalte (Emotionale Intelligenz, Empathie).[4]

- Indirekt der sogenannte gesunde Menschenverstand. Intuition hat einen engen Zusammenhang mit der »inneren« Logik der Gegebenheiten und mit früheren Erfahrungen (größtenteils unbewusste Wahrnehmungsinterpretationsmuster).

- Der Geistesblitz: Eine besondere Form der Intuition ist der Geistesblitz, bei dem unerwartet ein neuer Gedanke entsteht.
- „Intuition ist die Quelle der Phantasie (Fantasie)“: ein von innen Berührt-Werden bzw. Angerührt-Wordensein („Eingebung“).

## Differenzielle Aspekte

### Philosophie
In der Philosophie beruht die häufige Beschreibung der Intuition auf dem Polaritätspaar intuitiv versus diskursiv. Diese Unterscheidung findet sich bereits bei Philon. Plotin postuliert, dass intuitive Erkenntnis nur im Bereich des rein Geistigen möglich ist, wobei er auf die Analogie zum sinnlichen Schauen hinweist, das allerdings in weltlicher Zeitlichkeit gefangen ist. Während diskursives Erkennen auf Sinneswahrnehmungen und aufeinander aufbauenden Schlussfolgerungen beruht, ist intuitives Erkennen eine rein geistige Anschauung, eine transzendente Funktion des Menschen. Den Aspekt haben besonders die Philosophen Baruch de Spinoza, Johann Gottlieb Fichte, Henri Bergson und Edmund Husserl aufgegriffen. Intuition und implizites Wissen sind Voraussetzungen für das von Volker Caysa beschriebene empraktische Handeln.
Ein Kernkonzept der Phänomenologie Husserls besteht in der sogenannten Wesensschau, die den Zugang zur wesenhaften Struktur eines Gegenstandes ermöglichen soll und so von individuellen Besonderheiten oder zufälligen Variationen abstrahieren kann. Da der Prozess einer direkten inneren Anschauung am nächsten kommt, nannte Husserl den Denkvorgang Intuition. Für ihn beginnt die Begründung von Wissenschaft mit den Kategorien Intuition und Evidenz.
Der Phänomenologe Hermann Schmitz bezeichnet Intuition als Fähigkeit zum Umgang mit vielsagenden Eindrücken, mittels derer Situationen ganzheitlich verstanden und bearbeitet werden können. Für Schmitz ist die Intuition das einzige menschliche Verfahren, mit vielsagenden Eindrücken umzugehen. Diese Auffassung von Schmitz kann als (phänomenologisches) Pendant zu der Auffassung von Intuition als komplexitätsreduzierendes Verfahren in der Kognition gesehen werden.
In der Logik wird eine Aussage, die zwar wahr ist, aber bestimmten Grundannahmen, eben der Intuition, zuwiderläuft, als ein Paradoxon bezeichnet. So irritiert etwa das Lügner-Paradox unser intuitives Verständnis von Wahr und Falsch als ein polarer, unüberbrückbarer Gegensatz. Während der diskursiv-rationale (bewusste) Charakter von Erkenntnissen eine abgeleitete Funktion darstellt, hat die intuitive Erkenntnis den Charakter des Gegebenen. Hierauf hat besonders Spinoza hingewiesen.

### Psychologie
In der Psychologie des Carl Gustav Jung ist die Intuition eine von vier psychologischen Grundfunktionen, die eine Wahrnehmung zukünftiger Entwicklungen mit all ihren Optionen und Potenzialen ermöglicht. Sie wird meist als instinktives Erfassen oder als gefühlsmäßige Ahnung wahrgenommen. Die konkrete Intuition vermittelt Wahrnehmungen, welche die Tatsächlichkeit der Dinge betreffen, die abstrakte Intuition vermittelt dagegen die Wahrnehmung ideeller Zusammenhänge. Beim intuitiven Charakter-Typus nach Jung kommt es häufig zu einer Verschmelzung mit dem kollektiven Unbewussten.
Ein altes Klischee besagt, die Intuition sei im Vergleich zu Männern bei Frauen ausgeprägter („weibliche Intuition“). Dafür gibt es jedoch keine stichhaltigen wissenschaftlichen Befunde. Das einzige, wobei Frauen den Männern in dieser Hinsicht eventuell überlegen sind, ist das schnelle Wahrnehmen von Gefühlszuständen anderer Menschen. Manche Forscher gehen sogar so weit zu behaupten, das Gehirn von Frauen sei von Geburt an auf Einfühlungsvermögen „geeicht“ (E-Hirn), während Männer die Welt von der Tendenz her eher systematisch (S-Hirn) interpretieren. Diese These ist umstritten.
Im Bereich der Systemischen Führung wird Intuition als wesentliches Merkmal für ein qualifiziertes Management gesehen. Erst wenn eine Führungskraft im guten Kontakt mit sich selbst wie auch den Mitarbeitern steht und zugleich die Bedürfnisse des Marktes erspüren kann, wird sie Erfolg haben. Intuition (oder einer ihrer Aspekte) wird als ein Synonym für Emotionale Intelligenz gesehen.

### Kognition
Als grundlegende menschliche Kompetenz verstanden, ist Intuition die zentrale Fähigkeit zur Informationsverarbeitung und zur angemessenen Reaktion bei großer Komplexität der zu verarbeitenden Daten. Sie führt sehr oft zu richtigen bzw. optimalen Ergebnissen. Es gibt zwei verschiedene Stufen der Intuition: Die Gefühlsentscheidung und die auf Verstand beruhende Intuition (Inkubation). Dabei werden die Informationen unbewusst verarbeitet und das Bewusstsein wird „eingeschaltet“, wenn das Unterbewusstsein auf eine Lösung stößt. Intuition bedeutet nicht unbedingt eine sofortige Lösung, oft hilft es, „eine Nacht darüber zu schlafen“.
Die moderne naturwissenschaftliche Perspektive betrachtet Intuition einerseits kritisch: Ihr wird vorgeworfen, sie könne sich nur in naiver Weise beweisen und zerfalle bei Hinterfragung. Intuition wird hier als ein nomineller Begriff verstanden, der sich als eine sich erkenntnisfähig fühlende Emotion zeigt. Sie kann als Flucht aus der aufgeklärten und vernünftigen Terminologie betrachtet werden, oder als deren Überwindung.
Andererseits deuten neue Forschungsergebnisse darauf hin, dass man mit der Intuition manchmal – und nicht zuletzt in komplexen Situationen – zu besseren Entscheidungen kommt als mit dem bewussten Verstand. Die Theorie der Empraxis besagt: Das Unbewusste ist in der Lage, weitaus mehr Informationen zu berücksichtigen als das Bewusstsein, das zwar sehr präzise ist, jedoch mit nur wenigen Informationen zurechtkommt.
Im technischen Bereich ist der Umgang mit Intuition eher pragmatisch orientiert: So bemühen sich Ergonomen, Designer oder Softwareentwickler die Bedienung von Geräten und Programmen möglichst intuitiv, also den Verhaltens- und Wahrnehmungsgewohnheiten angepasst, zu gestalten. Hierdurch soll beispielsweise die Einarbeitungszeit für moderne Industrieanlagen, Software und Konsumprodukte derart verkürzt werden, dass der Traum von einem leichteren Leben, trotz gestiegener Leistungsfähigkeit, in einigen Bereichen wahr wird. Essentiell ist die Ausnutzung der Intuition insbesondere bei Warnmeldungen, da hier eine schnelle und richtige Reaktion des Benutzers erzielt werden soll.

### Hinduismus und Yoga
In Indien existiert seit der ältesten Zeit der Begriff des Rishi, des Seher-Weisen, dem die Hymnen des Veda und andere Texte in seiner inneren Schau offenbart wurden. Der Yogi und Philosoph Sri Aurobindo erklärt in diesem Zusammenhang, es gebe „eine Wahrheit, die tiefer und höher ist als die Wahrheit äußeren Daseins, ein Licht, das größer und höher ist als das Licht menschlichen Verstehens und sich aus Offenbarung und Inspiration ergibt.“ Er glaubt, dass auch die Platoniker Zugang zu dieser höheren Wahrheit hatten, dass aber die vedischen Mystiker „diese Lehre in konkreterer Form besaßen“. Ferner führt er aus, dass die Rishis sich in den Sanskrit-Texen auch als satya-śrutaḥ bezeichneten, d. h. als „Hörer der Wahrheit“. In seinem philosophischen Hauptwerk „The Life Divine“ beschreibt er das Phänomen der Intuition als „gleichsam ein Meereswogen spontaner Erkenntnis…, welche sich wie Denken darstellt, aber einen anderen Charakter hat als der gewohnte Ablauf des Denkens“, denn hier gehe es nicht um ein Suchen, Spekulieren oder mentale Konstruktion, sondern um ein automatisches Erkennen von einer höheren geistigen Ebene aus. „Die Intuition springt hervor wie ein Funken oder wie ein blitzartiges Aufleuchten.“